# Washington Motor Company
Washington Motor Company war ein US-amerikanischer Hersteller von Automobilen.

## Unternehmensgeschichte
Das Unternehmen wurde im April 1920 in Eaton in Ohio gegründet. Als Ideengeber gilt Otto M. Shipley. Albert H. Christman wurde Präsident, Edward C. Wysong Vizepräsident und Benjamin Hagedorn einer der Direktoren. Im Dezember 1920 waren zwei Prototypen fertig. Im Februar 1921 wurden die Fahrzeuge der Öffentlichkeit vorgestellt. Erst Ende 1921 wurden die ersten Fahrzeuge ausgeliefert. Der Markenname lautete Washington. Schnell kam es zu finanziellen Problemen. Für profitable Arbeit war eine Wochenproduktion von vier bis fünf Fahrzeugen notwendig. Im Februar 1923 wurde der Ankauf eines Grundstücks für ein neues Werk in Middletown in Ohio bekannt. In dem Jahr wurden in Eaton keine Serienfahrzeuge mehr gefertigt. Im Februar 1924 wurde das neue Werk bezogen. Ab Juni 1924 entstanden wieder Automobile.  Ende 1924 kam es zum Bankrott.
Zu den Stückzahlen gibt es unterschiedliche Angaben. Eine Quelle nennt einerseits 28 bis 38 produzierte, andererseits mindestens 38 verkaufte Fahrzeuge bis Februar 1923, denen 1924 noch mindestens vier Fahrzeuge folgten. Eine andere Quelle gibt 35 bis 65 Fahrzeuge an. Es gab keine Verbindung zur Washington Auto-Vehicle Company, die ein paar Jahre vorher den gleichen Markennamen verwendete.

## Fahrzeuge
Die Prototypen hatten einen Sechszylindermotor von der Falls Motor Corporation. Der Motor vom Typ X 9000 hatte OHV-Ventilsteuerung und 3198 cm³ Hubraum. Zwei Quellen meinen, dass der zu hohe Ölverbrauch zur Entscheidung führte, diesen Motor nicht in den Serienfahrzeugen zu verwenden.
1921 erschien das Model B. Es hatte einen Sechszylindermotor von der Continental Motors Company. Der Motor vom Typ 7 R hatte seitliche Ventile und 3670 cm³ Hubraum. Die Motorleistung war mit 55 PS angegeben. Das Fahrgestell hatte 295 cm Radstand. Die einzige angebotene Karosseriebauform war ein offener Tourenwagen mit fünf Sitzen. Der Neupreis betrug 1785 US-Dollar.
Zwischen 1922 und 1924 gab es das Model C. Nun hatte es den Continental-Motor 8 R mit 3957 cm³ Hubraum und 58 PS Leistung. Der Radstand war auf 302 cm verlängert worden. Zur Wahl standen ein gewöhnlicher Tourenwagen mit fünf Sitzen, ein Sport, eine Limousine und ein California Top-Tourenwagen.
Von 1923 bis 1924 stand außerdem ein Dampfwagen im Sortiment. Das Steam Car hatte einen Dampfmotor mit vier Zylindern. Er war mit 70 PS angegeben. Der Radstand betrug 297 cm. Einziger Aufbau war ein Tourenwagen mit fünf Sitzen. Der Preis von 1785 Dollar entsprach dem Benzinmodell. Insgesamt entstanden drei Dampfwagen.

## Modellübersicht
| Jahr      | Modell    | Zylinder | Leistung (PS) | Radstand (cm) | Aufbau                                                                      |
| --------- | --------- | -------- | ------------- | ------------- | --------------------------------------------------------------------------- |
| 1921      | Model B   | 6        | 55            | 295           | Tourenwagen 5-sitzig                                                        |
| 1922–1924 | Model C   | 6        | 58            | 302           | Tourenwagen 5-sitzig, Sport, Limousine 5-sitzig, California Top Tourenwagen |
| 1923–1924 | Steam Car | 4        | 70            | 297           | Tourenwagen 5-sitzig                                                        |